# Barbara Schaefer (Journalistin)
Barbara Schaefer (* 11. März 1961 in Heidenheim an der Brenz) ist eine deutsche Journalistin und Autorin mit dem Schwerpunkt Reise- und Kulturthemen.

## Leben und Leistungen

### Berufliche Entwicklung
Barbara Schaefer wuchs in Heidenheim auf und absolvierte nach dem Abitur ein Volontariat bei der Heidenheimer Zeitung. Von 1983 bis 1989 studierte sie Theaterwissenschaften, Neuere Deutsche Literaturwissenschaft und Komparatistik an der Ludwig-Maximilians-Universität München und in Bologna am Discipline delle Arti, della Musica e dello Spettacolo (DAMS). Während des Studiums schrieb sie ab 1986 Theaterkritiken für die Münchner Stadtzeitung.
Von 1989 bis 1991 leitete sie als Chefredakteurin das Kulturmagazin Applaus, von 1992 bis 1996 war sie Kulturredakteurin der Zeitschrift Berge.  Seit 1997 arbeitet Schaefer als freie Journalistin und Autorin und veröffentlicht Reisereportagen in überregionalen Zeitungen und Magazinen, darunter der Frankfurter Allgemeinen Sonntagszeitung, der Süddeutschen Zeitung, dem Tagesspiegel, in GEO und Brigitte. Sie hat Reiseführer und Reisebücher über den Gardasee, Capri, Rom, Istanbul, New York, Berlin, das Tessin, Lappland und Süditalien geschrieben.

### Privates
Barbara Schaefer lebt seit 1997 in Berlin. Zuvor lebte sie am Gardasee, in Grönland und New York. Sie ist seit 2015 ausgebildete Tiroler Bergwanderführerin.

## Schriften
- Lappland: Nordlicht, Joik und Rentierschlitten. Picus-Verlag 2006, ISBN 3-85452-915-5.
- mit Rasso Knoller: Inseln des Nordens: Von Island bis Spitzbergen. Picus-Verlag, Wien 2009, ISBN 3-85452-957-0.
- Das Mädchen, das gehen wollte. Von Berlin zu Fuß in die Alpen. Diana Verlag, München 2009, ISBN 3-453-28521-2.
- mit Katja Trippel: Stadtlust – Vom Glück, in der Großstadt zu leben. Blanvalet Verlag, München 2013, ISBN 3-7645-0490-0.
- Amalfi/Cilento: Wo die rote Sonne wirklich im Meer versinkt. Picus-Verlag, Wien 2014, ISBN 3-7117-1044-1.
- Winter. Eine Liebeserklärung. Edelbooks, Hamburg 2018, ISBN 978-3-8419-0573-4.

## Auszeichnungen
Für ihre Reisereportage Was vom Reisen übrig bleibt wurde sie von der Vereinigung Deutscher Reisejournalisten (VDRJ) mit dem Preis für die „Beste journalistische Leistung 2022“ ausgezeichnet.